# Felix Roosenstein
Felix A. Roosenstein (Leeuwarden, 25 januari 1917 – Vleuten, 1 juni 1994) was een Nederlands tekenaar, illustrator en cartoonist.

## Levensloop
Op zijn 15e bleek al het talent van Felix Roosenstein op het gebied van de beeldende kunsten. Hij maakte veelal portretten en landschappen in olieverf, gouaches en pastel. Daarnaast maakte hij vrij werk in Oost-Indische inkt en werd zo opgemerkt door verenigingen en clubs en door hen gevraagd om in hun tijdschriften de illustraties te verzorgen.
Alhoewel hij regelmatig schilderijen, pastels en gouaches verkocht via de toenmalige gerenommeerde galerie en lijstenmakerij Galerie van Hulsen te Leeuwarden ging zijn voorkeur steeds meer uit naar het tekenen in zwarte inkt op wit papier. Hij bekwaamde zich in deze techniek en ontwikkelde een eigen stijl. Gedurende dit leerproces werkte hij overdag tevens als chef planning bij de Electro Blikfabriek te Leeuwarden en 's avonds aan zijn tekeningen. Een tweejarige cursus van de Famous Artists School werd door hem met succes afgerond en de eerste serieuze klanten klopten bij hem aan.
In 1966 verhuisde hij naar de gemeente Vleuten, onder de rook van Utrecht, op verzoek van zijn toenmalige werkgever Thomassen & Drijver. Slechts twee jaar later nam hij ontslag en startte zijn eenmanszaak als illustrator en cartoonist.

## Werk
Voor het weekblad Accent (1968-1978) onder leiding van Hans Knoop verzorgde hij enkele jaren politieke prenten. Cartoons werden verkocht aan magazines en kranten in Denemarken, Zweden, België, Duitsland, Zwitserland, Zuid-Afrika, de Verenigde Staten en uiteraard in eigen land: Katholieke Illustratie, De Spiegel, Tussen de rails zijn daar voorbeelden van. Een belangrijk succes was de aankoop van series door het beroemde Amerikaanse humorblad MAD en in de Nederlandse editie daarvan. Tussen 1964 en 1986 maakte hij het eindejaarsoverzicht voor de Leeuwarder Courant waar op een hele krantenpagina het Friese leven van dat afgelopen jaar in beeld werd gebracht.
In 1973 won hij de publieksprijs van de Wereldkartoenale in Heist Duinbergen, in 1985 de tweede prijs bij de VIII Mostra Internazionale Del Disegno Umoristico Sportivo, Ancona, Italië.
Naast vrij werk met cartoons leverde hij tekstbijdragen aan de shows van Piet Bambergen van De Mounties, voorzag Rudi Carrell van ideeën voor zijn Duitse tv-shows, tekende zoekplaten voor De Berend Boudewijn Kwis, maakte spelbijdragen voor Zevensprong, ontwierp het logo voor de Willem Ruis Show en droeg in 1971 tekstueel bij aan de film Trafic van Jacques Tati.
Cartoons werden ondertekend met zijn voornaam 'Felix' op een grafische wijze weergegeven. Bij illustratie volstond hij meestal met 'Fx'.
Zijn totale cartoon-oeuvre beslaat ruim 9000 tekeningen en is grotendeels gedigitaliseerd.